# Aglaura hemistoma
Aglaura hemistoma is een hydroïdpoliep uit de familie Rhopalonematidae. De poliep komt uit het geslacht Aglaura. Aglaura hemistoma werd in 1810 voor het eerst wetenschappelijk beschreven door Péron & Le Sueur.